# Чемпіонат Європи з фехтування на візках 2018
Чемпіонат Європи з фехтування на візках 2018 відбувся у Терні (Італія) з 17 по 23 вересня 2018 року. У змаганнях взяли участь спортсмени з інвалідністю з 16 країн Європи. Від команди України виступило 15 спортсменів, котрі посіли 2 загальнокомандне місце. Загалом українські спортсмени на чемпіонаті Європи 2018 року вибороли 16 нагород, з яких 6 золотих, 3 срібних та 7 бронзових медалей.